# Tom Soares
Thomas James „Tom“ Soares (* 10. Juli 1986 in Reading) ist ein englischer Fußballspieler. Der Mittelfeldspieler steht seit 2008 bei Stoke City unter Vertrag. Sein Bruder Louie ist ebenfalls Fußballer und spielt derzeit für Aldershot Town und für die Fußballnationalmannschaft von Barbados.
Soares durchlief die gesamte Fußballschule von Crystal Palace und entwickelte sich so schnell zum Stammspieler. Jedoch musste er aufgrund des Personalmangels des Öfteren auf die Position des Flügelspielers ausweichen. Da ihm die Position nicht lag, geriet er schnell in die Kritik der Palace-Fans.
Viele Fußballtrainer Englands sehen in Soares ein großes Talent, weshalb er dann für die U-21 der englischen Nationalmannschaft berufen wurde. Unter Neil Warnock dem neuen Coach von Crystal Palace reifte er zu einem der Stammspieler im Dreier-Mittelfeld. Seine Schnelligkeit und der erstaunlich guten Schusstechnik sorgten dafür, dass er von den Fans zum Schlüsselspieler der Saison 2007/08 ernannt wurde.
Schon früh in der Saison wurde der Wechsel Soares zum Aufsteiger in die Premier League Stoke City von Warnock bekannt gegeben.